# Schœlcherbibliotheek

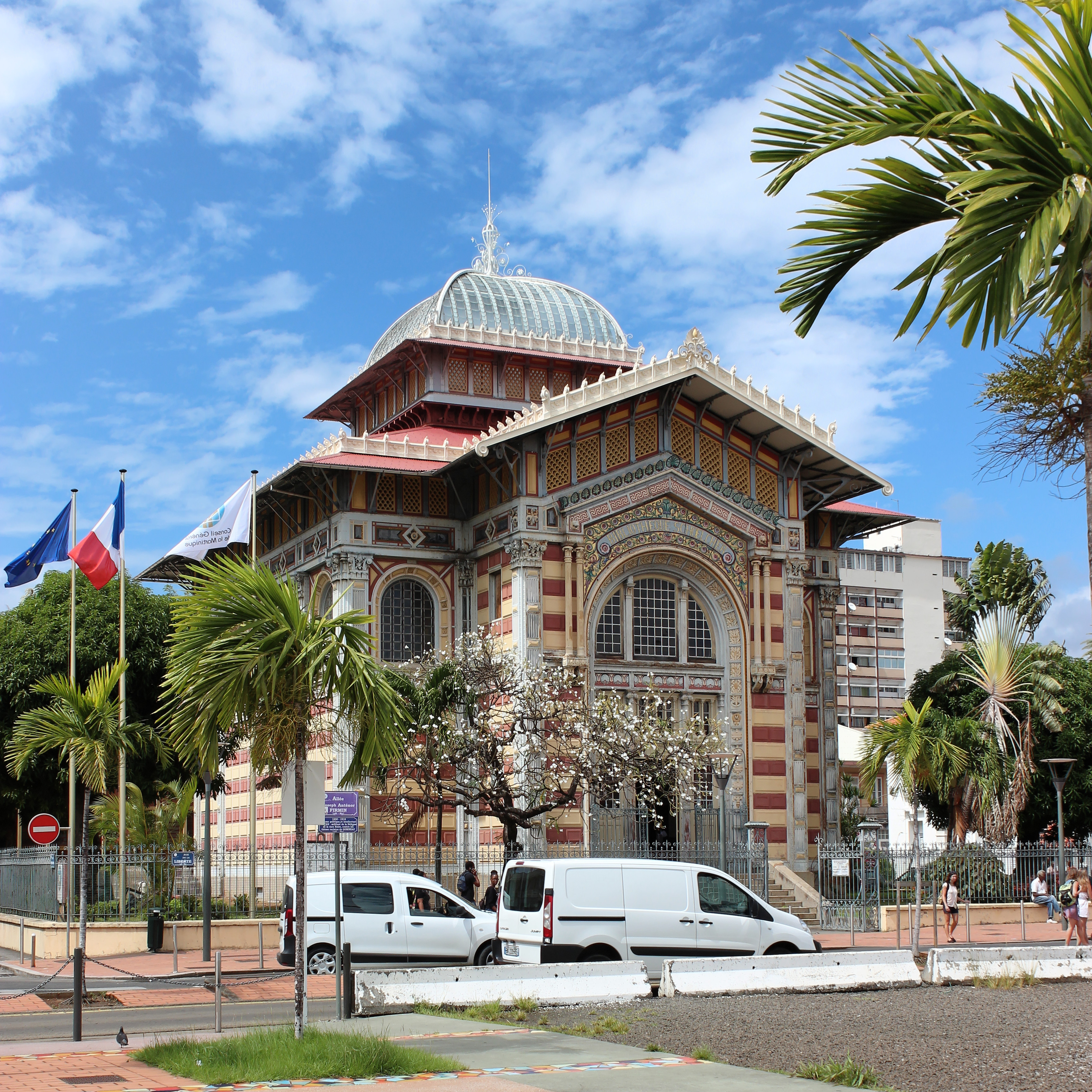
De Schœlcherbibliotheek

De Schœlcherbibliotheek (Frans: Bibliothèque Schœlcher) werd gebouwd in 1887 in Fort-de-France, de hoofdstad van het Franse eiland Martinique. Deze openbare bibliotheek is vernoemd naar Victor Schœlcher, een negentiende-eeuwse Franse journalist en politicus. Toen Schœlcher, die als belangrijk abolitionist wordt gezien, tijdens de Tweede Franse Republiek namens Martinique in het Parlement van Frankrijk zat, besloot hij zijn collectie van 10.000  boeken en 250 partituren aan het eiland af te staan op voorwaarde dat deze voor iedereen toegankelijk zou blijven.
Architect Pierre-Henri Picq kreeg de opdracht het gebouw te ontwerpen. Dit werd in Parijs gebouwd en tentoongesteld en vervolgens in delen naar Martinique overgebracht. Dit gebouw is ontworpen in eclectische architectuur waarin art nouveau wordt gecombineerd met klassieke, Byzantijnse en Oud-Egyptische elementen. Het heeft van binnen een stalen constructie.
Tijdens de grote brand van 1890 in Fort-de-France is een groot deel van de collectie verloren gegaan.